# 西村龍馬
西村 龍馬（にしむら りょうま、1995年11月21日 - ）は、ジャパンラグビーリーグワン三重ホンダヒートに所属するラグビーユニオンの選手。

## プロフィール
- 宮崎県出身[2]。
- ポジションはロック(LO)。
- 身長 189 cm、体重 105 kg
- ニックネームはりょうま。

## 来歴
高校からラグビーを始めた。
2014年、高鍋高校卒業後、専修大学に入学する。
2017年、専修大学ラグビー部のLOリーダーに就任した。
2018年、専修大学卒業後、コカ・コーラレッドスパークスに加入。同年9月1日に行われたジャパンラグビートップリーグ第1節のヤマハ発動機ジュビロ戦にて先発出場で公式戦初出場を果たす。
2021年、キャプテンを務めていたコカ・コーラレッドスパークスが解散となる。
2021年、トヨタヴェルブリッツに加入。
2024年6月、三重ホンダヒートに入団。